# Mohammed Boqshan
Mohammed Boqshan (10 marzo 1994) è un calciatore yemenita, difensore dell'Al-Nahda e della nazionale yemenita.

## Carriera

### Club
Dal 2008 al 2011 ha militato all'Hassan Abyan. Nel 2011 si è trasferito all'Al-Tilal, in cui ha militato fino al 2014. Dal 2014 al 2016 ha militato all'Al-Hilal Al-Sahely. Nel 2016 si è trasferito all'Al-Nahda

### Nazionale
Ha esordito in Nazionale nel il 16 ottobre 2012, in Libano-Yemen (terminata 2-1 in favore dei padroni di casa).

## Statistiche

### Cronologia presenze e reti in nazionale
| Cronologia completa delle presenze e delle reti in nazionale ― Yemen | Cronologia completa delle presenze e delle reti in nazionale ― Yemen | Cronologia completa delle presenze e delle reti in nazionale ― Yemen | Cronologia completa delle presenze e delle reti in nazionale ― Yemen | Cronologia completa delle presenze e delle reti in nazionale ― Yemen | Cronologia completa delle presenze e delle reti in nazionale ― Yemen | Cronologia completa delle presenze e delle reti in nazionale ― Yemen | Cronologia completa delle presenze e delle reti in nazionale ― Yemen |
| Data                                                                 | Città                                                                | In casa                                                              | Risultato                                                            | Ospiti                                                               | Competizione                                                         | Reti                                                                 | Note                                                                 |
| -------------------------------------------------------------------- | -------------------------------------------------------------------- | -------------------------------------------------------------------- | -------------------------------------------------------------------- | -------------------------------------------------------------------- | -------------------------------------------------------------------- | -------------------------------------------------------------------- | -------------------------------------------------------------------- |
| 16-01-2019                                                           | al-'Ayn                                                              | Vietnam                                                              | 2 – 0                                                                | Yemen                                                                | Coppa d'Asia 2019 - 1º turno                                         | -                                                                    |                                                                      |
| Totale                                                               |                                                                      | Presenze                                                             | 1                                                                    |                                                                      | Reti                                                                 | 0                                                                    |                                                                      |